# Burton Wanderers
Die Burton Wanderers (offiziell: Burton Wanderers Football Club) waren ein englischer Fußballverein aus der Stadt Burton upon Trent, gelegen in der Grafschaft Staffordshire. Der Klub wurde 1871 gegründet, spielte (mit Ausnahme einer Periode zwischen 1894 und 1897 in der Football League Second Division) in den 1890er-Jahren in der Midland League und gewann dort in der Saison 1893/94 die Meisterschaft. Im Jahr 1901 fusionierte der Verein mit dem Konkurrenten Burton Swifts zu Burton United.

## Vereinsgeschichte
Die Burton Wanderers wurden im Jahr 1871 gegründet. Über die regionalen Grenzen hinweg erlangte der Klub lange keine Bekanntheit, bevor er zum Ende der 1880er-Jahre sportliche Fortschritte machte. Ein Achtungserfolg war in der Saison 1888/89 das Erreichen der vierten Qualifikationsrunde des FA Cups, in der jedoch Small Heath Alliance die Wanderers deutlich mit 9:0 besiegten. Wie viele Klubs in der Gegend versuchten sich auch die Wanderers mit den Vereinsfarben an bekannten Vorbildern zu orientieren, in der Hoffnung, dass sie mit diesen in Verbindung gebracht würden. So lässt sich die Wahl eines navyblau-weiß gestreiften Shirts auf die Universitätsmannschaft von Oxford zurückführen – Fußballmannschaften aus Oxford waren zu dieser Zeit häufig „auf Tour“, um den noch jungen Fußballsport zu promoten.
Ab 1889 traten die Burton Wanderers in der Midland League an und zählten dort auf Anhieb zu den Mannschaften in der oberen Tabellenhälfte. Zu den üblichen Gegnern gehörten Gainsborough Trinity, Lincoln City, Derby Junction, Derby Midland, der FC Staveley, der FC Sheffield und die Notts Rangers. Nach einem vierten, sechsten und fünften Abschlusstabellenrang in den ersten drei Spielzeiten gewannen die Wanderes in der Saison 1892/93 die Vizemeisterschaft. Im Jahr darauf wurde der Klub dann Meister der Midland League und beeindruckte dabei mit 17 Siegen, 3 Remis und ohne Niederlage im Verlauf der Saison 1893/94. Damit war der Zugang zur zweiten Liga der nationalen Football League Second Division keine Überraschung mehr. In der Second Division war bereits der Lokalrivale Burton Swifts eine feste Größe und den Wanderers gelang es auf Anhieb, die Swifts um vier Plätze (zwischen Rang 7 und 11) in der Saison 1894/95 auf Distanz zu halten. Es war die sportlich erfolgreichste Zeit des Vereins. Nachdem der Klub im selben Jahr den Staffordshire Senior Cup gewonnen hatte (mit einem überraschenden 2:0-Finalsieg gegen die Wolverhampton Wanderers) und die Swifts zunehmend den Anschluss verloren, gelang den Wanderers in der Spielzeit 1895/96 ein weiterer Sprung auf den vierten Platz. Die sportliche Hochphase hielt jedoch nicht an und nach einem weiteren Jahr verabschiedete sich der Verein als Tabellenvorletzter wieder in die Midland League. Währenddessen blieben die Swifts der Second Division weiter erhalten und den Platz der Wanderers nahm in Wahlverfahren Luton Town ein.
Auch in der Midland League blieben die strukturellen Probleme des Vereins erhalten und in den folgenden vier Jahren konnte die Mannschaft nur einmal einen einstelligen Abschlusstabellenplatz erreichen. Da die Stadt Burton nur 40.000 Einwohner beherbergte, hielt sich der Zuschauerzuspruch in Grenzen und die konkurrierenden Swifts spielten in der attraktiveren zweithöchsten englischen Liga. Darüber hinaus galt der Rugbysport mit dem heimischen Burton RFC als populärer. Um die Kräfte künftig zu bündeln, schlossen sich im Jahr 1901 die Wanderers mit den Swifts zusammen. Das dadurch entstandene Burton United agierte fortan bis 1907 weiter in der Football League Second Division und löste sich seinerseits dann drei Jahre später auf.

## Titel/Auszeichnungen
- Midland League (1): 1894
- Staffordshire Senior Cup (1): 1895